# 名鉄挙母線
挙母線（ころもせん）とは、愛知県岡崎市の岡崎井田駅から同市の大樹寺駅を経て、同県豊田市にある名鉄三河線の上挙母駅までを結んでいた名古屋鉄道（名鉄）の鉄道路線。
正式な起点は岡崎井田駅であるが、岡崎井田 - 大樹寺間は軌道線の岡崎市内線の車両で運行され、実態として同線の一部のようになっていた。同区間は岡崎市内線とともに1962年（昭和37年）に廃止された。
残る大樹寺 - 上挙母間も岡崎市内線廃止で岡崎市中心部への鉄道ルートがなくなって乗客が減少したことや国鉄岡多線（現愛知環状鉄道線）の建設用地として区間の一部を譲渡することが決定したことから1973年（昭和48年）に廃止された。
列車は線内折り返しのほか、三河線に直通して豊田市駅や猿投駅、西中金駅、知立駅（上挙母駅でスイッチバック）などへ向かうものがあった。普通列車のほか、特急列車も運行されていた。

## 路線データ
- 路線距離（営業キロ）：挙母線全長11.5km、門立支線1.5km
  - 岡崎井田 - 大樹寺間 0.5km
  - 大樹寺 - 上挙母間 11.0km
  - 三河岩脇 - 門立間 1.5km
- 軌間：1067mm
- 駅数：13駅（起終点駅、岡崎井田駅および門立支線2駅含む）
- 複線区間：なし（全線単線）
- 電化区間：
  - 岡崎井田 - 大樹寺間（直流600V）
  - 大樹寺 - 上挙母間（直流1500V、ただし岡崎市内線営業時の大樹寺駅構内は直流600V）
  - 三河岩脇 - 門立間（直流600V）

## 歴史
- 1922年（大正11年）4月20日 岡崎電気軌道に対し鉄道免許状下付（岡崎市井田町-東加茂郡松平村間）[1]。
- 1924年（大正13年）12月27日 岡崎電気軌道により岡崎井田駅 - 大樹寺駅 - 門立駅間開業[2]。
- 1926年（大正15年）9月29日 岡崎電気軌道に対し鉄道免許状下付（額田郡岩津村-西加茂郡挙母村間）[3]。
- 1927年（昭和2年）
  - 6月1日 - 三河鉄道と岡崎電気軌道の合併が認可される[4][5]。
  - 7月19日 - 三河鉄道が岡崎電気軌道を合併[4]。
- 1929年（昭和4年）12月18日 三河鉄道により三河岩脇駅 - 上挙母駅間開業[6]。当初より1500V電化。大樹寺 - 三河岩脇間の架線電圧も600Vから1500Vに昇圧されるが、三河岩脇 - 門立間は600Vで取り残される。岡崎駅前 - 上挙母間を岡崎線、三河岩脇 - 門立間を門立支線とする。
- 1931年（昭和6年）8月15日 鉄道免許取消（額田郡岩津町門立-東加茂郡松平村九久平間 指定ノ期限マテニ工事竣工ササルタメ）[7][8]。
- 1934年（昭和9年）3月 - 日本レイヨン（後のユニチカ）専用線開通[9]。
- 1937年（昭和12年）12月27日 三河豊田駅開業[10]。
- 1938年（昭和13年）5月1日 門立支線休止[10]。
- 1939年（昭和14年）10月3日 門立支線廃止許可[11]。
- 1941年（昭和16年）6月1日 三河鉄道が名古屋鉄道に吸収合併される。
- 1941年（昭和16年） - 1946年（昭和21年） 鴛鴨駅廃止（正確な時期不明）
- 1948年（昭和23年）5月16日 岡崎線から挙母線に改称。
- 1949年（昭和24年）12月1日 上市場駅を細川駅に改称。
- 1959年（昭和34年）10月1日 三河豊田駅をトヨタ自動車前駅に改称。
- 1962年（昭和37年）6月17日 岡崎市内線とともに岡崎井田駅 - 大樹寺駅間廃止。
- 1969年（昭和44年）4月5日 百々駅・八ツ木駅廃止。
- 1971年（昭和46年）10月1日 ユニチカ専用線（3.0 km）廃止[12]。
- 1972年（昭和47年）7月13日 - 8月9日 昭和47年7月豪雨・台風6号により矢作川橋梁の橋脚が破損しトヨタ自動車前 - 大樹寺間が不通。復旧後も15km/hの速度制限。
- 1973年（昭和48年）3月4日 全線廃止し、バスに転換。トヨタ自動車工業専用線（1.1 km）廃止[9]。
- 2002年（平成14年）9月30日 代替バス廃止。

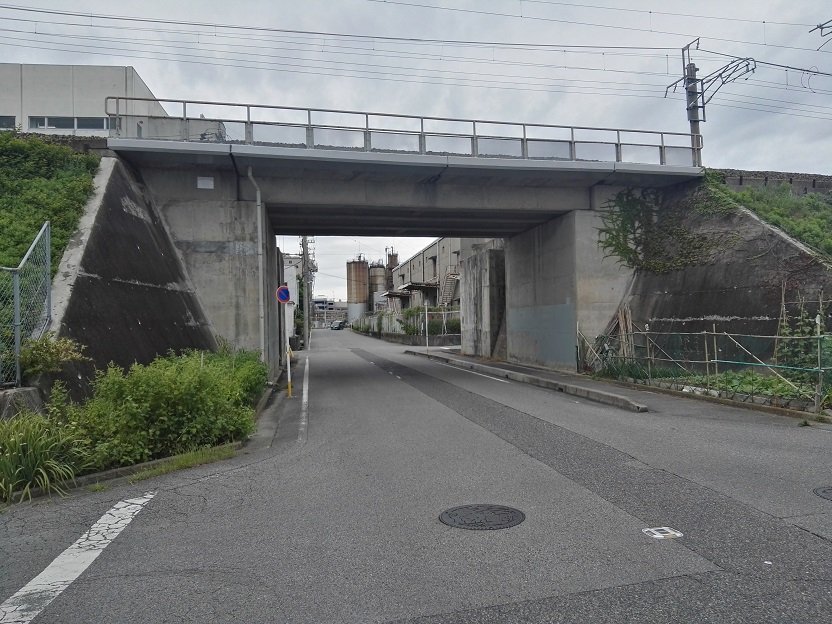
道路になったユニチカ専用線跡と愛知環状鉄道線の交差地点

## 駅一覧
- 廃止時点（今尾 (2008)に基づく）
- 全駅愛知県に所在。

| 駅名             | 駅間 キロ | 営業 キロ | 接続路線                                    | 所在地 |
| ---------------- | --------- | --------- | ------------------------------------------- | ------ |
| 上挙母駅         | -         | 0.0       | 名古屋鉄道：三河線（現存）                  | 豊田市 |
| トヨタ自動車前駅 | 1.9       | 1.9       |                                             | 豊田市 |
| 鴛鴨駅*          | 1.4       | 3.3       |                                             | 豊田市 |
| 渡刈駅           | 1.5       | 4.8       |                                             | 豊田市 |
| 細川駅**         | 0.8       | 5.6       |                                             | 岡崎市 |
| 三河岩脇駅       | 0.8       | 6.4       | 三河鉄道：門立支線（下記参照）              | 岡崎市 |
| 八ツ木駅*        | 0.9       | 7.3       |                                             | 岡崎市 |
| 岩津駅           | 1.4       | 8.7       |                                             | 岡崎市 |
| 百々駅*          | 1.4       | 10.1      |                                             | 岡崎市 |
| 大樹寺駅         | 0.9       | 11.0      |                                             | 岡崎市 |
| 岡崎井田駅       | 0.5       | 11.5      | 名古屋鉄道：岡崎市内線（1962年6月17日廃止） | 岡崎市 |

| 駅名       | 駅間 キロ | 営業 キロ | 接続路線                           | 所在地        |
| ---------- | --------- | --------- | ---------------------------------- | ------------- |
| 三河岩脇駅 | -         | 0.0       | 三河鉄道：岡崎線（後の名鉄挙母線） | 額田郡 岩津町 |
| 細川駅**   | 0.8       | 0.8       |                                    | 額田郡 岩津町 |
| 門立駅     | 0.7       | 1.5       |                                    | 額田郡 岩津町 |

- *印の駅は路線廃止前に廃止された駅。
- **挙母線の細川駅は、門立支線があった頃は上市場駅と称しており、門立支線の細川駅とは別の駅である。